# Thập niên 1370
Thập niên 1370 là thập niên diễn ra từ năm 1370 đến 1379.